# Oberlandesgericht München

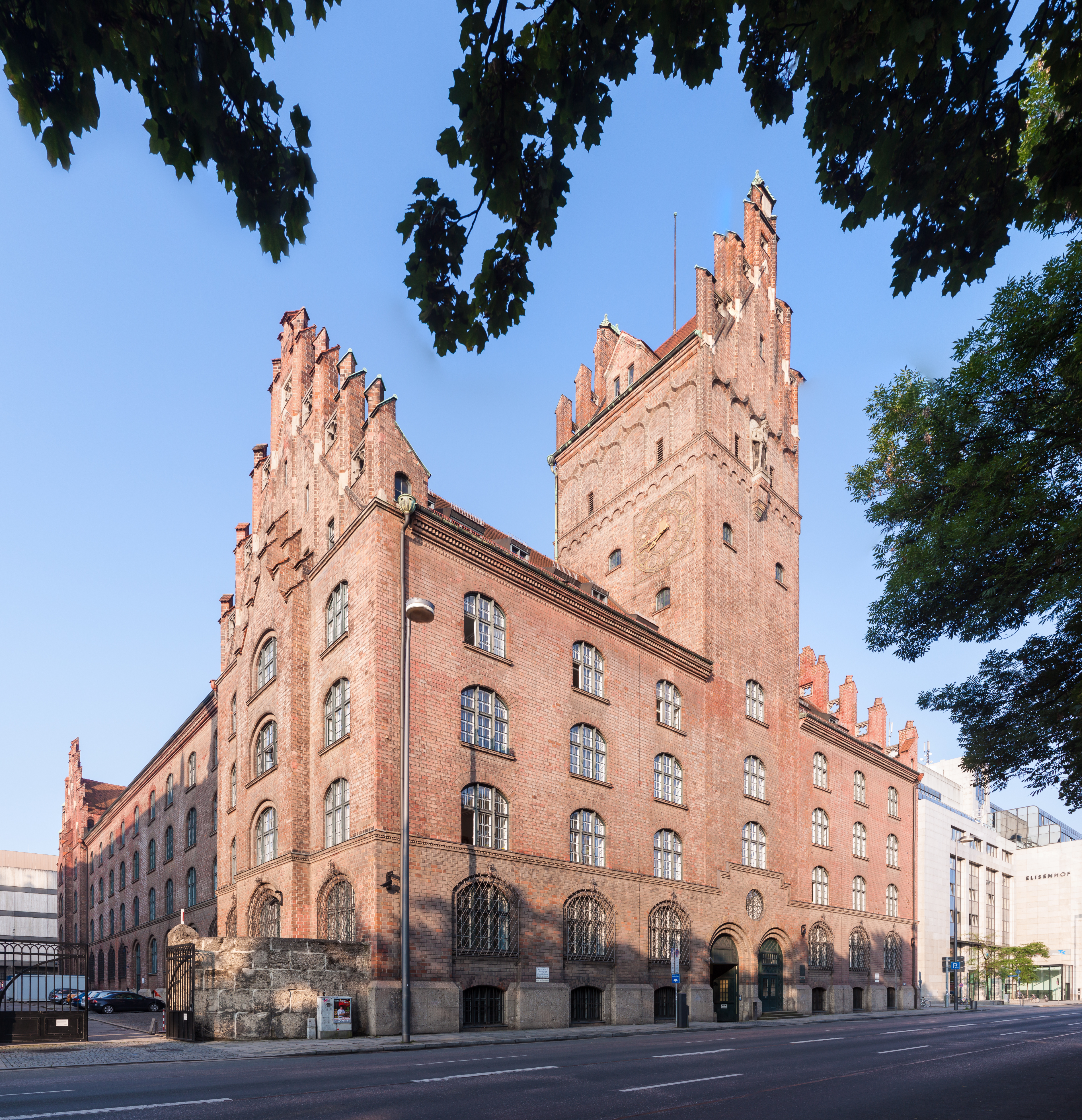
Gerichtsgebäude in der Prielmayerstraße 5

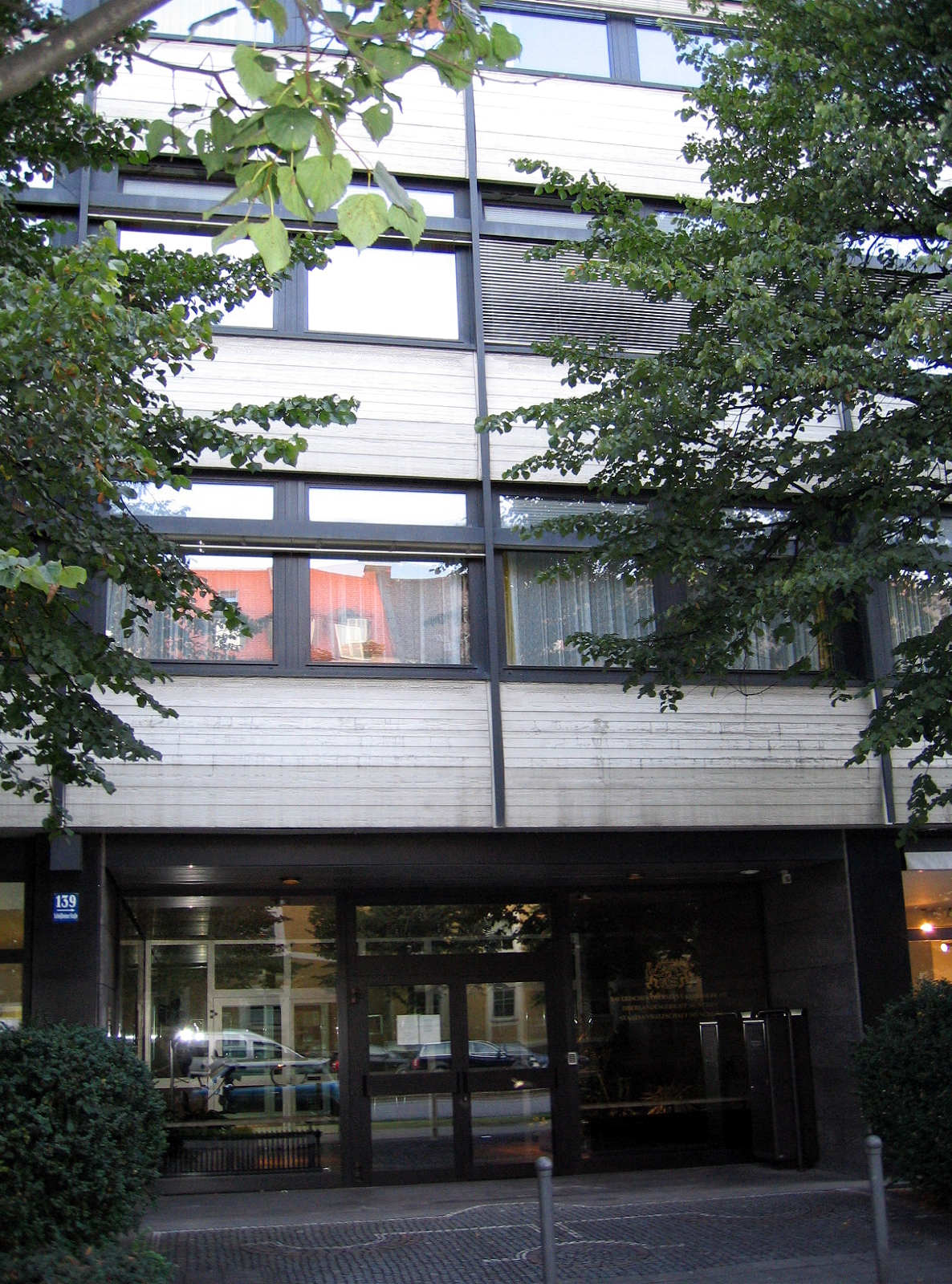
Gerichtsgebäude in der Schleißheimer Straße 139

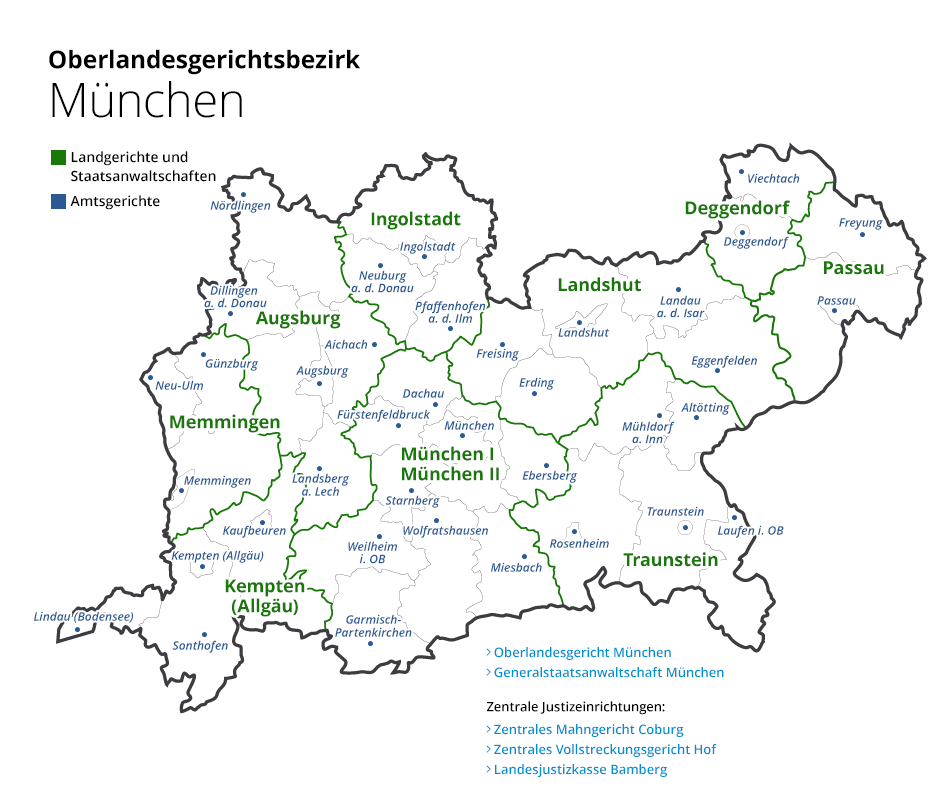
Bezirk des OLG München

Das Oberlandesgericht München ist neben dem Oberlandesgericht Nürnberg und dem Oberlandesgericht Bamberg eines von drei bayerischen Oberlandesgerichten. Gerichtsträger ist der Freistaat Bayern. Organisatorisch ist es dem Bayerischen Staatsministerium der Justiz zugeordnet.

## Gerichtsbezirk
Der Bezirk des Oberlandesgerichts München umfasst die Regierungsbezirke Oberbayern und Schwaben sowie den größten Teil des Regierungsbezirks Niederbayern (mit Ausnahme der zum Landgerichtsbezirk Regensburg gehörenden Teile von Niederbayern).
Im Bezirk des Oberlandesgerichts sind 22.313 Rechtsanwälte und Syndikusrechtsanwälte zugelassen.

## Leitung
- 1880–1885: Ferdinand von Haubenschied
- 1886: Maximilian von Loë
- 1887–1890: Stefan von Stengel
- 1891–1892: Norbert von Stengel
- 1894–1901: Bernhard von Küffner
- 1903–1910: Heinrich von Thelemann
- 1910–1923: Friedrich Ritter von Heinzelmann
- 1923–1930: Karl Meyer
- 1931–1933: Alexander Gerber
- 1933–1937: Georg Neithardt, zuvor Richter im Hitler-Prozess
- 1937–1943: Alfred Dürr
- 1943–1945: Walther Stepp, zudem SS-Brigadeführer
- 1. Dezember 1945–31. Juli 1953: Friedrich Welsch[2]
- 1953: Josef Wintrich
- 1954–1956: Alfred Resch, 1937 Anklagevertreter gegen Rupert Mayer
- 1956–30. April 1966: Sigmund Elsäßer
- 1. Juni 1966–1. März 1973: Georg Bäurle
- 1. April 1973–30. April 1980: Wilhelm Lossos
- 1. Mai 1980–30. September 1985: Hans Domcke
- 1. Oktober 1985–30. Juni 1992: Leo Parsch
- 1. Juli 1992–31. Oktober 2001: Hildegund Holzheid
- 1. November 2001–28. Februar 2005: Edda Huther
- 1. März 2005–28. Februar 2015: Karl Huber
- 1. März 2015–30. September 2021: Peter Küspert
- seit 1. Oktober 2021 Hans-Joachim Heßler[3]

## Nachgeordnete Gerichte
Nachgeordnet sind dem Gericht insgesamt zehn Landgerichte mit den diesen nachgeordneten Amtsgerichten. Im Einzelnen gehören zum Oberlandesgerichtsbezirk München das Landgericht Augsburg, das Landgericht Deggendorf, das Landgericht Ingolstadt, das Landgericht Kempten, das Landgericht Landshut, das Landgericht Memmingen, das Landgericht München I, das Landgericht München II, das Landgericht Passau und das Landgericht Traunstein.

## Sachliche Zuständigkeiten und interne Organisation

### Rechtspflege
Das Oberlandesgericht München ist im Bereich der ordentlichen Gerichtsbarkeit überwiegend für Rechtsmittel in Zivil- und Strafsachen zuständig.
Es bestehen beim OLG München insgesamt 55 Senate:
- 35 Zivilsenate (5 davon in Augsburg)
- 9 Strafsenate (4 davon zugleich Bußgeldsenate)
- 1 Fideikommisssenat
- 1 Senat für Baulandsachen
- 1 Senat für Kapitalanleger-Musterverfahren
- 1 Kartellsenat
- 1 Senat für Landwirtschaftssachen
- 1 Senat für Musterfeststellungsverfahren
- 1 Senat für Notarsachen (künftig beim BayObLG)
- 1 Senat für Patentanwaltssachen
- 1 Senat für Steuerberater- und Steuerbevollmächtigtensachen (künftig beim BayObLG)
- 1 Rechtshilfesenat
- 1 Vergabesenat

Daneben sind folgende Dienst- bzw. Berufsgerichte Teil des Oberlandesgerichts:
- Bayerischer Dienstgerichtshof für Richter
- Bayerischer Anwaltsgerichtshof
- Landesberufsgericht für die Heilberufe (künftig beim BayObLG)
- Landesberufsgericht für Architekten (künftig beim BayObLG)
- Landesberufsgericht für die Mitglieder der Bayerischen Ingenieurekammer-Bau (künftig beim BayObLG)

### Personalverwaltung

#### Zuständigkeit
Das Oberlandesgericht ist hinsichtlich der Richter und Beamten personalführende Behörde aller nachgeordneten Gerichte und spricht für diese Ernennungen, Beförderungen und Disziplinarmaßnahmen aus. Eine literarische Würdigung erfuhren diese Personalverwaltungsaufgaben in Herbert Rosendorfers humoristischem Roman Ballmanns Leiden oder Lehrbuch des Konkursrechts im Jahr 1981.

#### Zeit des Nationalsozialismus
Im  Jahr 1933 wurden aufgrund des Berufsbeamtengesetzes am OLG selbst fünf Richter wegen ihrer jüdischen Herkunft aus dem Dienst entfernt. Joseph Reuß wurde 1944 im KZ Theresienstadt ermordet, Emil Ulmann, Ernst Herrmann, Joseph Stein und August Frank gingen ins Exil. Keiner der Überlebenden kehrte nach 1945 in sein Amt zurück. Auch an den nachgeordneten Gerichten wurden zahlreiche Justizbedienstete Opfer der Verfolgungsmaßnahmen. Gerichtspräsident Gerber, der 1933 die vom neuen bayerischen Justizminister Hans Frank betriebene Gleichschaltung der Justiz nicht mit dem gewünschten Nachdruck umsetzte, wurde noch im gleichen Jahr durch Alfred Dürr abgelöst. Die Richter Johann David Sauerländer und Hans Koeniger zeigten widerständiges Verhalten. Sauerländer bereitete 1934 vergeblich einen Plenarbeschluss des Bayerischen Obersten Landesgerichts gegen das Nazi-Gesetz zur Legalisierung der Röhm-Morde vor, der die darin sichtbaren Grundsätze nationalsozialistischer Rechtsetzung und -anwendung als Degradierung der richterlichen Tätigkeit zur „Götzendienerei“ gebrandmarkt hätte.

#### Nach 1945
Nach 1945 wurden die Entnazifizierungsverfahren gegen zwei der drei nach 1933 eingesetzten OLG-Präsidenten sanktionslos eingestellt, lediglich der letzte musste als sogenannter „Belasteter“ die Kürzung der Pension um eine Stufe auf die eines Landgerichtspräsidenten erdulden. Sauerländer wurde nicht wieder eingestellt. Soweit ins NS-System verstrickte Juristen nach 1945 überhaupt entlassen wurden, stand ab 1951 aufgrund der 131er-Regelung einer Wiedereinstellung wenig im Wege. So brachte es Josef Grüb, der vor 1945 als Erster Staatsanwalt für politische Strafsachen auch am berüchtigten Sondergericht Nürnberg wirkte, nach 1945 zum Senatspräsidenten beim Oberlandesgericht München. Werner Full, der vor 1945 Staatsanwalt für politische Strafsachen beim Oberlandesgericht München war, nahm 1951 als Beisitzer am Landgerichtsverfahren gegen Philipp Auerbach teil. Der Schuldspruch wurde infolge Selbstmord des jüdischen Angeklagten nicht rechtskräftig, Auerbach wurde 1954 rehabilitiert, sein Richter Full beendete seine Laufbahn dennoch als Oberlandesgerichtsrat. Sogar zwei ehemalige Juristen des Volksgerichtshofes fanden in der Nachkriegszeit ihr Auskommen beim Oberlandesgericht selbst. Hinzu kamen bei den nachgeordneten Gerichten weitere vom OLG im Amt belassene bzw. eingestellte „Furchtbare Juristen“. Der historischen Aufarbeitung stellte sich das Gericht erst unter Präsident Karl Huber.
Seit 1959, als der Nürnberger OLG-Präsident Ernst Holzinger in den Ruhestand trat, wurden ausschließlich Präsidenten des Oberlandesgerichtes München in das Amt des Präsidenten des Bayerischen Verfassungsgerichtshofes gewählt.
Ein vom OLG gegenüber einer muslimischen Rechtsreferendarin erlassenes Kopftuchverbot wurde 2016 vom Verwaltungsgericht Augsburg für rechtswidrig befunden und aufgehoben. Der Bayerische Verwaltungsgerichtshof hob das Urteil aus formalen Gründen 2018 wieder auf.

### Elektronische Datenverarbeitung
Die Gemeinsame Informationstechnologie-Stelle der bayerischen Justiz war bis Ende Februar 2016 Teil des OLG München und betreute in IT-Angelegenheiten die Justizbehörden in allen drei OLG-Bezirken einschließlich der dortigen Staatsanwaltschaften. Nur die Landesjustizkasse Bamberg, das Zentrale Mahngericht Coburg und die Justizvollzugsanstalten waren davon ausgenommen. Im Rahmen der Heimatstrategie von Finanzminister Markus Söder wurde der Sitz nach Amberg verlegt und die IT-Stelle unter Umbenennung in IT-Servicezentrum der bayerischen Justiz dem für Amberg zuständigen OLG Nürnberg unterstellt.

## Dienstgebäude

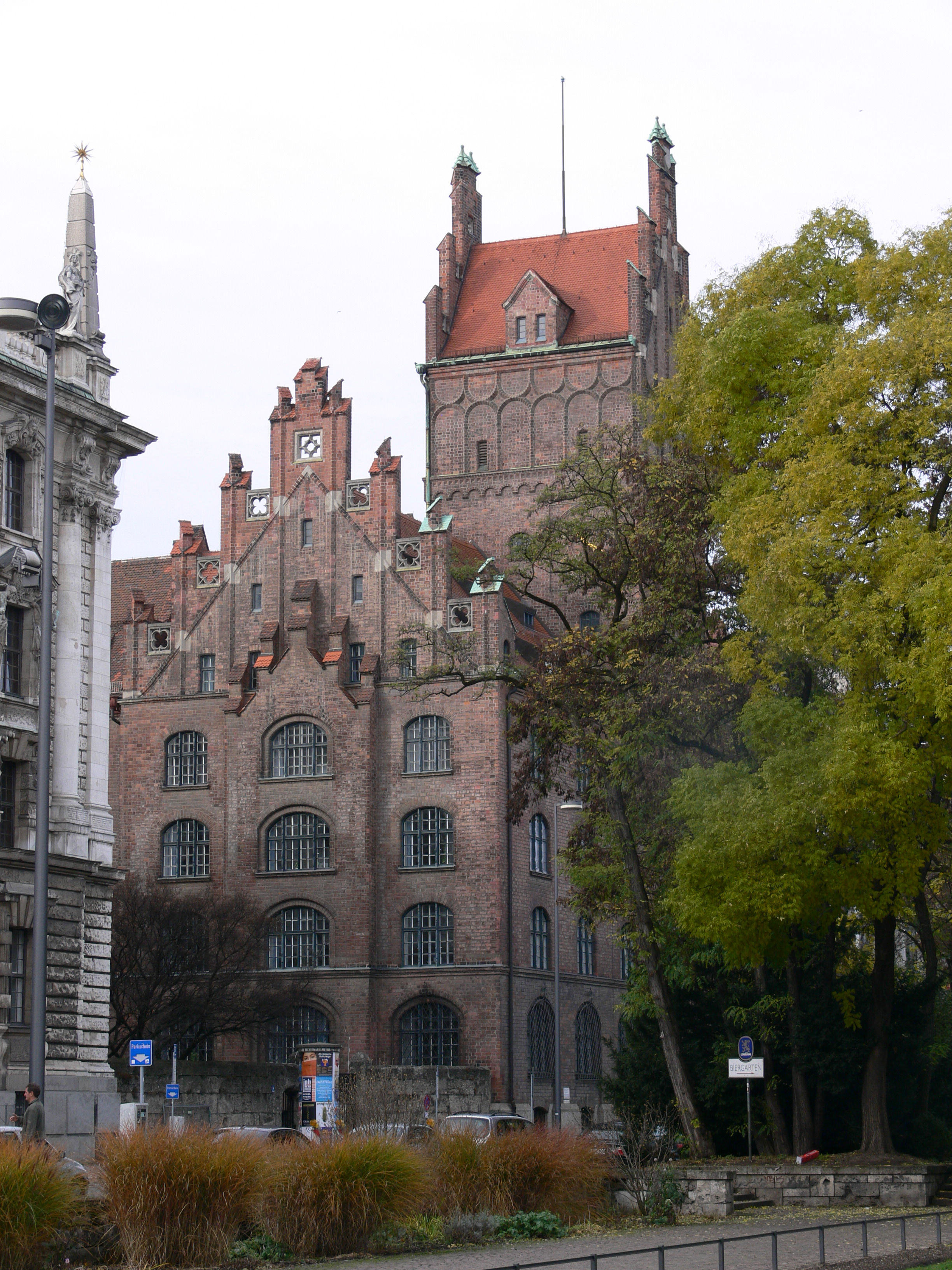
Justizgebäude Prielmayerstraße

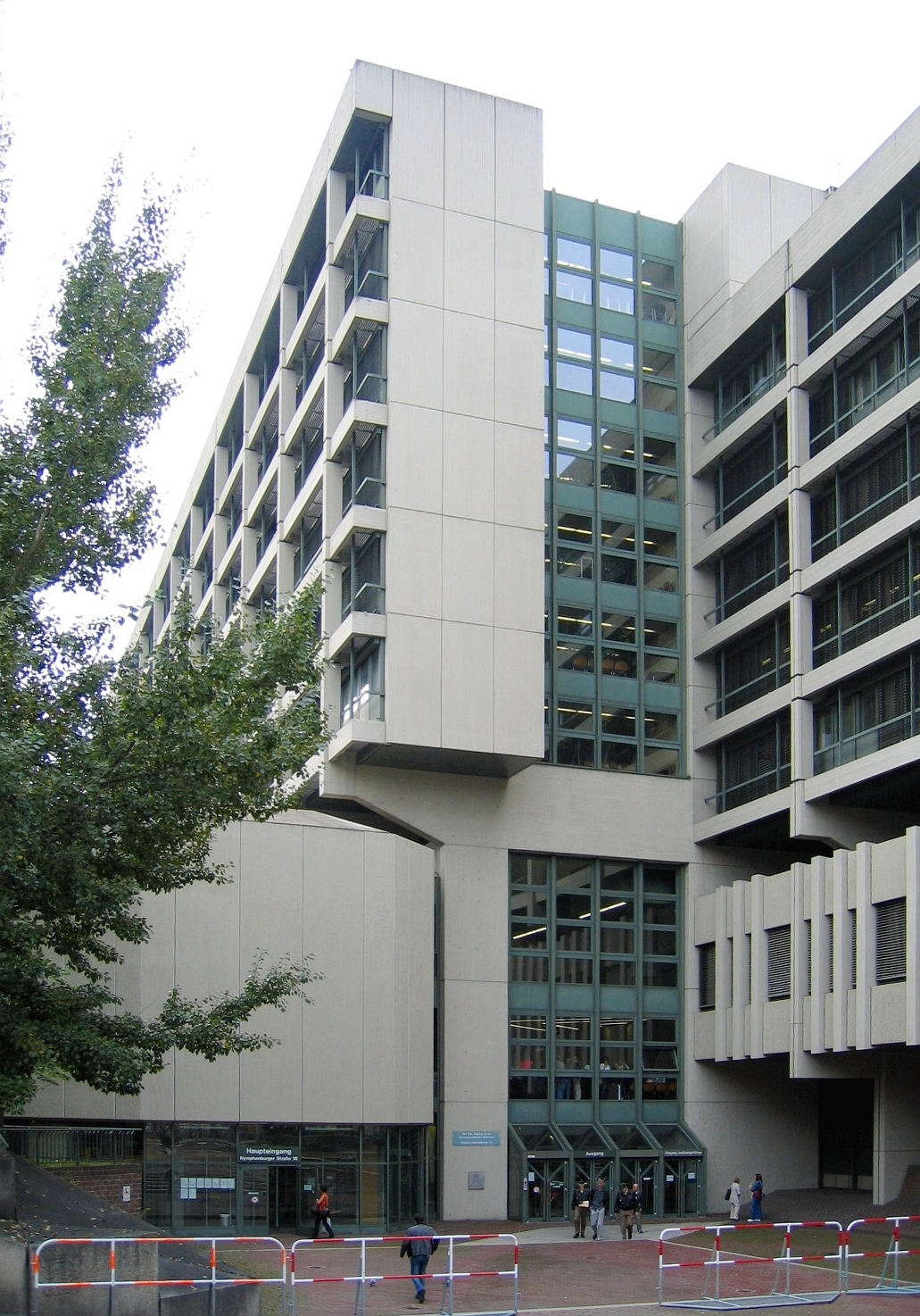
Strafjustizzentrum

Das Oberlandesgericht München ist an seinem Hauptsitz München überwiegend im Neuen Justizgebäude untergebracht.
Allerdings sind etliche Einrichtungen des Oberlandesgerichts auf weitere Gebäude verteilt. Die Strafsenate befinden sich im Strafjustizzentrum in der Nymphenburger Straße 16 und im Dienstgebäude Schleißheimer Str. 139. Einige Zivil- und Familiensenate, die für Verfahren aus den Landgerichtsbezirken Augsburg, Kempten und Memmingen zuständig sind, befinden sich in Augsburg.
Die Mitarbeiter der Gemeinsamen IT-Stelle der bayerischen Justiz bei dem Oberlandesgericht München (GIT) waren in verschiedenen Dienstgebäuden in ganz Bayern vertreten.

## Vorläufer
1803 wurde in Pfalz-Bayern das Hofgericht München als Berufungsgericht für den Bereich des Rentamtes München eingerichtet. Durch das Organische Edikt über die Gerichtsverfassung vom 24. Juli 1808, Teil III wurde es in ein bayerisches Appellationsgericht für den Isarkreis umgewandelt. Die Appellationsgerichte urteilten in Senaten mit jeweils fünf Mitgliedern. 1826 wurde das Appellationsgericht München als Appellationsgericht Landshut nach Landshut verlegt, das damals zum Isarkreis zählte. 1839 wurde das Appellationsgericht Landshut als Appellationsgericht Freising in das oberbayerische Freising verlegt, da Landshut Kreishauptstadt von Niederbayern geworden war. 1856 wurden die Appellationsgerichte zur Berufungsinstanz für die Entscheidungen der neu geschaffenen Bezirksgerichte, den Vorläufern der heutigen Landgerichte. 1862 kehrte das Gericht als Appellationsgericht München in die bayerische Landeshauptstadt zurück. 1879 wurde das Appellationsgericht München mit dem Inkrafttreten des Gerichtsverfassungsgesetzes in ein Oberlandesgericht umgewandelt.

## Bekannte Verfahren (Auswahl)
- 1933: Strafverfahren gegen den Widerstandskämpfer Josef Wagner
- 1933: Strafverfahren gegen den Widerstandskämpfer Adolf Schmidt
- 1943: Strafverfahren gegen den Widerstandskämpfer Otto Schalk
- 1948: Strafverfahren gegen den ehemaligen SS-Standartenführer Erich Sparmann wegen der Ermordung Georg Bells
- 1963: Einstellung des Verfahrens gegen den ehemaligen Richter am Volksgerichtshof Hans-Joachim Rehse bezüglich des Todesurteils gegen Pater Gebhard Heyder[13]
- 2004 und 2008: Unterlassungs- bzw. Schadensersatzklage gegen Maxim Biller wegen dessen Roman Esra
- 2006: Urheberrechtsklage bezüglich des Lieds Mambo No. 5
- 2007: Auslieferungsverfahren bezüglich des ehemaligen SS-Obersturmführers Sören Kam
- 2009: Urheberrechtsklage gegen Andrea Maria Schenkel bezüglich des Romans Tannöd
- 2011: Unterlassungsklage des ehemaligen Schiedsrichterfunktionärs Manfred Amerell gegen DFB-Präsident Theo Zwanziger
- 2011: Zivilklage von Kristina Böttrich-Merdjanowa bezüglich des Tatort-Vorspanns
- 2012: Haftverschonungsverfahren bezüglich des NS-Kriegsverbrechers Josef Scheungraber
- 2012: Entscheidung im Kirch-Prozess[14]
- 2013: bis 2018 NSU-Prozess (siehe auch Kontroverse um Journalisten-Akkreditierung beim NSU-Prozess)
- 2015: Elsässer-Ditfurth-Prozess
- 2016: Zivilklage von Claudia Pechstein gegen die Internationale Eislaufunion
- 2017: Entscheidung in der Sache „Freisler-Vergleich“[15]
- 2018: Urteil im NSU-Prozess[16]

## Bekannte Richter (Auswahl)
- Wilhelm von Ammon, von 1938 bis 1940 Richter am OLG München, als Ministerialrat tätig beim Vollzug des Nacht-und-Nebel-Erlasses, im Juristenprozess verurteilt.
- Heinrich Becher, von 1912 bis 1924 Richter am OLG München, Vater von Johannes R. Becher
- Wolfgang Edenhofer, von 1978 bis 1984 Richter am OLG München, dann bis 1996 dessen Vizepräsident, Bearbeiter des Palandt
- Hans Ehard, Senatspräsident von 1933 bis 1945 und von 1960 bis 1962 bayerischer Ministerpräsident
- Erich Emminger, ehemaliger Reichstagsabgeordneter und Reichsjustizminister, ab 1933 Richter, von 1946 bis 1949 Senatspräsident am OLG
- Isabell Götz, Vorsitzende Richterin, Bearbeiterin des Palandt
- Manfred Götzl, Vorsitzender Richter im NSU-Prozess
- Michael Haußner, von 2002 bis 2005 Richter am OLG München, später Justizstaatssekretär in Thüringen
- Von 1992 bis 2001 stand mit Hildegund Holzheid erstmals eine Frau an der Spitze des Gerichts.
- Helmut Jaeger Oberlandesgerichtsrat, früher Erster Staatsanwalt beim Volksgerichtshof[17]
- Bernhard Knittel, Vorsitzender Richter von 2005 bis 2011, Autor eines Betreuungsrechtskommentars und eines Kommentars zum SGB-IX
- Rainer Koch, Vorsitzender Richter, DFB-Vizepräsident und langjähriger Vorsitzender des DFB-Sportgerichts
- Heinrich Karl Kurz, Richter am OLG München, 1869 bis 1886 Mitglied der Bayerischen Abgeordnetenkammer, ab 1875 auch deren Vizepräsident
- Hermann Markl, erwirkte als Staatsanwalt 1942 das Todesurteil gegen Leo Katzenberger wegen „Rassenschande“, war von 1954 bis 1962 Richter am OLG München
- Alfred Münich, Senatspräsident, früher Richter am Volksgerichtshof[17]
- Alfred Neumeyer, von 1919 bis 1929 Richter am OLG München, Vorsitzender des Landesverbandes Israelitischer Kultusgemeinden
- Gerd Pfeiffer, Oberlandesgerichtsrat, später Präsident des Bundesgerichtshofs
- Hans Putzo, Vorsitzender Richter, Bearbeiter des Palandt
- Eduard Silbermann, erster jüdischer Staatsanwalt in Deutschland und späterer Senatspräsident
- Horst-Dieter Solbrig Senatspräsident, später Generalstaatsanwalt beim Oberlandesgericht Bamberg
- Julius von Staudinger, Senatspräsident
- Heinz Thomas, Vorsitzender Richter, Bearbeiter des Palandt
- Walter Weidenkaff, Vorsitzender Richter, Bearbeiter des Palandt